# Offuscamento (difesa della privacy)
L'offuscamento è un approccio alla difesa della privacy, consistente "nell'aggiunta deliberata di informazioni ambigue, confuse e ingannevoli, al fine di interferire con la sorveglianza e la raccolta di dati personali", in modo da dissimulare le informazioni pertinenti e rendere difficile da sfruttare, e quindi meno utile, la raccolta dei dati. Di fronte alla continua, pervasiva e sistematica raccolta e analisi di grandi volumi di dati (cosiddetti big data) al fine di estrarne informazioni personali, anche sensibili, che consentono la profilazione degli utenti, l’offuscamento mira a interferire con l’analisi dei dati e la profilazione, generando informazioni ambigue.

## Fondamenti ed etica dell’offuscamento
L'offuscamento si propone come forma di dissenso nei confronti delle correnti pratiche di raccolta e analisi dei dati. I promotori di questo approccio alla difesa della privacy (Helen Nissenbaum, professoressa di Information Science presso Cornell Tech, e Finn Brunton, Assistant Professor di Media, Cultura e Comunicazione presso la New York University) ne giustificano l’utilizzo in base a considerazioni etiche e politiche. L'offuscamento, infatti, viene presentato come "arma dei deboli", e il ricorso ad esso viene ritenuto fondato nella misura in cui lo si usi come mezzo di lotta per contrastare l’asimmetria informativa in cui si trova la maggior parte degli utenti di internet di fronte alle pratiche di raccolta di dati, senza tuttavia giustificarlo in ogni circostanza.
Secondo i suoi promotori, infatti, il fondamento etico-politico dell'offuscamento è strettamente legato al perseguimento di obiettivi politici collettivi,  in quanto attraverso la difesa della privacy si difendono le libertà fondamentali degli individui, ponendosi così oltre la prospettiva di ottenere un vantaggio puramente strategico sul piano strettamente individuale. Opponendosi all'idea, di stampo utilitarista, che l'offuscamento debba portare il più alto benessere individuale per il maggior numero di persone possibile (ma non per tutti, il che implica l'accettare che qualcuno possa non avere del tutto vantaggi o addirittura essere danneggiato) i sostenitori dell’offuscamento propongono di giustificarlo sulla base dei principi di giustizia intesa come equità (Justice as Fairness) elaborati dal celebre filosofo politico John Rawls (principalmente nell'opera Una teoria della giustizia), vale a dire:
1. il rispetto dei diritti fondamentali (la difesa privacy come mezzo per tutelare le libertà fondamentali della persona) e
2. il principio del maximin (secondo il quale, nelle distribuzioni ineguali di risorse, bisogna prediligere la distribuzione che massimizza il benessere di chi è più sfavorito, a differenza dell'approccio utilitarista).

In concreto, questo implica che una strategia di offuscamento, individuale o collettiva, non potrà essere giustificata se produce dei danni per chi si trova nella posizione più debole di fronte alla raccolta dei dati (per mancanza di mezzi tecnici o di conoscenze in materia); questo implica che il fatto di perseguire un obiettivo legittimo, quale la difesa della privacy individuale, è una condizione necessaria ma non sufficiente per rendere accettabile l'offuscamento sul piano etico e politico, mentre la prospettiva più pertinente da cui valutare tanto l'accettabilità dell'offuscamento come approccio alla difesa della privacy, quanto la praticabilità di concrete strategie di offuscamento, è dunque quella collettiva.
Il richiamo alla teoria di Rawls è piuttosto succinto nei testi degli autori e, secondo alcuni critici non risulta né pertinente né decisivo quale fondamento dell'offuscamento. Tuttavia, a prescindere dai meriti e dai limiti intrinseci dell'argomento proposto, l'approccio prescelto mette in evidenza come l'offuscamento, anche quando lo si critichi, sollevi alcune questioni politiche cruciali legate oggi alla difesa della privacy.
Il ricorso all'offuscamento, nell'intenzione dei suoi promotori, non intende sostituirsi ai dispositivi tecnologici di protezione e alle tutele legali, bensì a colmare il vuoto che inevitabilmente queste lasciano scoperto. Infatti, a livello tecnico non esistono attualmente mezzi in grado di anonimizzare in modo adeguato i dati, attualmente non esistono tecnologie anti-tracciamento in grado da garantire l'anonimato in ogni caso (ad esempio, anche il sistema TOR presenta alcune vulnerabilità). Da parte sua la tutela giuridica è essenziale, ma non è sufficiente in sé a garantire pienamente la tutela della privacy, sia in ragione dei tempi tecnici di elaborazione degli atti legislativi (la tecnologia evolve più rapidamente delle leggi), sia in ragione delle possibili pressioni delle lobby sul processo legislativo.

## Critiche all'offuscamento
L'offuscamento presenta alcuni aspetti problematici ed è stato criticato sotto diversi profili. Si è osservato che l’analisi condotta da Brunton e Nissenbaum, nonostante si mostri convincente nel sottolineare le necessità che spingono ad adottare strategie di offuscamento, tende a sottovalutarne i costi, oltre a non distinguere adeguatamente tra l'uso politico dei big data per finalità collettive e gli usi meramente commerciali dei dati.
Tra le questioni sollevate, le più significative sono: la disonestà indotta dal metodo stesso, lo spreco di energia, la navigazione a sbafo (o free-riding) e, infine, l'inquinamento dei database. Tutti casi in cui emergono in modo evidente sia problemi di ordine politico sia di ordine etico.
Riguardo alla disonestà, l'offuscamento, laddove promuova una diffusione di informazioni ingannevoli e ambigue, viene ritenuto una forma di menzogna. A tale accusa, però, si è replicato che un fine legittimo, come l'impedire un uso abusivo dei dati personali, giustifica il ricorso all'offuscamento.
A sostegno dell'accusa di spreco di risorse che l'offuscamento comporterebbe, si è affermato che strumenti come TrackMeNot - inondando i motori di ricerca con ricerche inutili - sprechino sia le risorse offerte dalla banda larga sia le risorse private dei motori di ricerca.
Sulla questione del “free-riding” o navigazione a sbafo, il problema posto dall'offuscamento è se sia etico intraprendere un’azione che, qualora coinvolgesse tutti quanti gli utenti, comporterebbe un progressivo peggioramento nel mondo digitale: difatti, nel caso più estremo, se tutti gli utenti decidessero di offuscare i propri dati, i fornitori potrebbero decidere di sospendere definitivamente i loro servizi. Quindi, in un tale dibattito, si è sottolineata l’importanza di considerare sia gli effetti che le strategie di offuscamento determinano sulla redditività dei servizi, sia i possibili danni provocati agli utenti che decidono di non offuscare.
Infine, per quanto riguarda l'inquinamento dei database, si è osservato che l'offuscamento potrebbe provocare un'alterazione nella raccolta di dati che potrebbero avere benefici sociali. Ad esempio, una determinata strategia di offuscamento potrebbe contaminare un database di salute pubblica, diminuendo così i potenziali benefici ricavabili dai dati.

## Esempi di strategie di offuscamento
L'offuscamento è un approccio che può essere utilizzato in diversi contesti e per finalità differenti, con strategie e tecniche diverse, non tutte riconducibili alle attività online.
Ad esempio, durante la Seconda guerra mondiale, i bombardieri britannici ed americani cominciarono ad utilizzare dei chaff, ossia dei lustrini di alluminio che, sganciati al momento opportuno, confondevano il segnale dei radar tedeschi impedendone la localizzazione. Anche il ricorso a un linguaggio gergale (slang) può rappresentare un esempio di offuscamento, quando mira ad impedire ai non-iniziati la comprensione del messaggio scambiato. Nel regno animale, un esempio di offuscamento è quello del ragno denominato Cyclosa mulmeinensis, che dissemina sulla ragnatela dei detriti, oltre alle prede catturate, in modo da confondere i predatori.
Tuttavia oggi è rispetto alla raccolta dei dati online, e in particolare al fenomeno dei Big Data, che il ricorso all'offuscamento è maggiormente significativo. Di seguito vengono illustrati alcuni esempi di strumenti che implementano diverse strategie di offuscamento rispetto alla sorveglianza online e alla profilazione:
- TrackMeNot[16] è un plug-in per browser che ha lo scopo di impedire la profilazione degli utenti[17]. È stato pensato come soluzione al fatto che le ricerche online forniscono dati dai quali si possono ricavare una serie di informazioni personali, quali l'identità o gli interessi, che contribuiscono alla ricostruzione di un profilo prodotto sulla base delle ricerche. La soluzione offerta da TrackMeNot non è quella di nascondere le ricerche degli utenti (metodo poco pratico vista la necessità di visualizzarne i risultati), bensì quello di offuscarle generando automaticamente altre ricerche casuali[18].
- AdNauseam[19] è un plug-in per il browser che si oppone alla sorveglianza online veicolata dalle inserzioni personalizzate cliccando su tutti i banner presenti su tutte le pagine web visitate dall'utente[20]. È progettato per offuscare i dati di navigazione e proteggere gli utenti dal tracciamento delle reti pubblicitarie. L’idea nasce dall'impossibilità di impedire il tracciamento da parte dei circuiti pubblicitari: essa non mira ad annullare la capacità di tracciare i clic degli utenti, bensì di ridurne drasticamente il valore offuscando i clic generati dall'utente con una massa di clic generati automaticamente.
- Internet Noise[21], è un sito web che è ospitato su GitHub. Lo scopo di questo sito è quello di sfruttare il browser di ciascuno per visitare un numero indefinito di pagine web e compiere ricerche su Google senza nessuna interruzione. Internet Noise naviga quindi in modo casuale, camuffando tra le moltissime ricerche che effettua quelle reali. In questo modo vengono offuscate le azioni reali che si svolgono in rete[22].